# Carex meyeriana
Carex meyeriana är en halvgräsart som beskrevs av Carl Sigismund Kunth. Carex meyeriana ingår i släktet starrar, och familjen halvgräs. Inga underarter finns listade i Catalogue of Life.